# NGC 1575
NGC 1575 = NGC 1577 ist eine Balken-Spiralgalaxie vom Hubble-Typ SB? im Sternbild Eridanus südlich des Himmelsäquators. Sie ist schätzungsweise 415 Millionen Lichtjahre von der Milchstraße entfernt und hat einen Durchmesser von etwa 185.000 Lichtjahren.
Im selben Himmelsareal befindet sich u. a. die Galaxie IC 370.
Das Objekt wurde am 10. November 1885 von Lewis A. Swift entdeckt.